# Kerava
Kerava (/ˈkerɑʋɑ/; Kervo trong tiếng Thụy Điển) là một thị xã và đô thị ở Phần Lan.
Đô thị này tọa lạctại tỉnh Nam Phần Lan trong vùng Uusimaa. Đô thị này có dân số 33.107 người (30 tháng 11 năm 2007)với diện tích là 30,86 km² trong đó có 0,11 km² là diện tích mặt nước. Mật độ dân số là 1.019,87 người trên mỗi km².

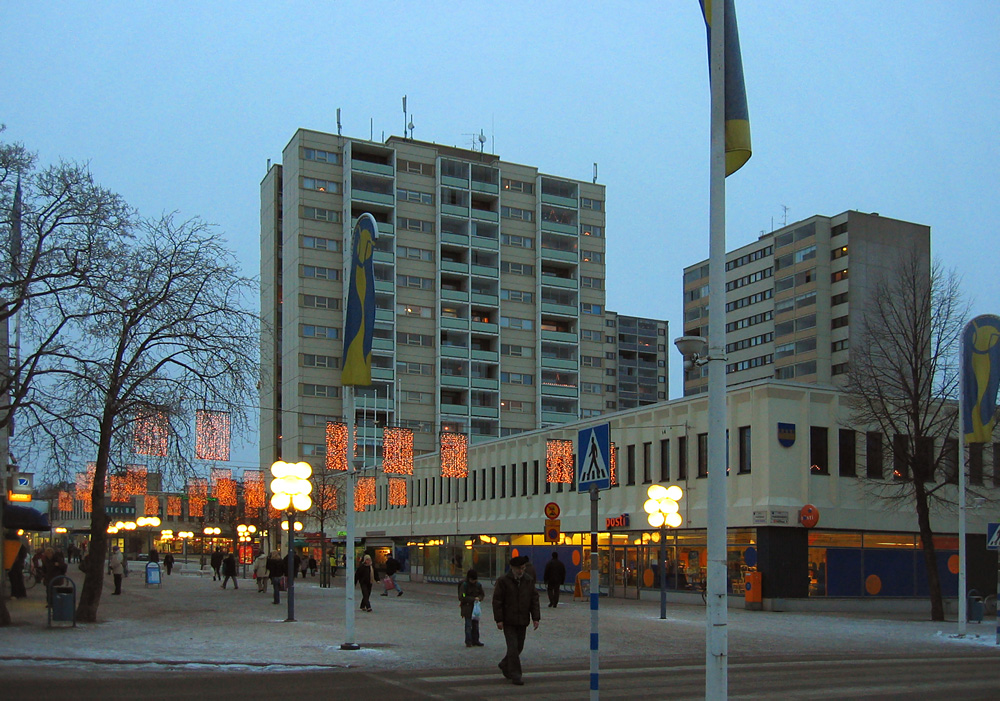
Trung tâm Kerava.

Đô thị này chỉ sử dụng tiếng Phần Lan.